# Storena
Storena is een geslacht van spinnen uit de familie mierenjagers (Zodariidae).

## Soorten
Het geslacht kent de volgende soorten:
- Storena aleipata Marples, 1955
- Storena analis Simon, 1893
- Storena annulipes (L. Koch, 1867)
- Storena arakuensis Patel & Reddy, 1989
- Storena aspinosa Jocqué & Baehr, 1992
- Storena beauforti Kulczyński, 1911
- Storena birenifer Gravely, 1921
- Storena botenella Jocqué & Baehr, 1992
- Storena braccata (L. Koch, 1865)
- Storena canalensis Berland, 1924
- Storena caporiaccoi Brignoli, 1983
- Storena charlotte Jocqué & Baehr, 1992
- Storena cochleare Jocqué & Baehr, 1992
- Storena colossea Rainbow, 1920
- Storena cyanea Walckenaer, 1805
- Storena daviesae Jocqué & Baehr, 1992
- Storena debasrae Biswas & Biswas, 1992
- Storena decorata Thorell, 1895
- Storena deserticola Jocqué, 1991
- Storena dibangensis Biswas & Biswas, 2006
- Storena digitulus Jocqué & Baehr, 1992
- Storena dispar Kulczyński, 1911
- Storena erratica Ono, 1983
- Storena eximia Simon, 1908
- Storena exornata Thorell, 1887
- Storena fasciata Kulczyński, 1911
- Storena flavipes (Urquhart, 1893)
- Storena flavopicta (Simon, 1876)
- Storena flexuosa (Thorell, 1895)
- Storena formosa Thorell, 1870
- Storena fronto Thorell, 1887
- Storena fungina Jocqué & Baehr, 1992
- Storena graeffei (L. Koch, 1866)
- Storena gujaratensis Tikader & Patel, 1975
- Storena harveyi Jocqué & Baehr, 1995
- Storena hilaris Thorell, 1890
- Storena ignava Jocqué & Baehr, 1992
- Storena indica Tikader & Patel, 1975
- Storena inornata Rainbow, 1916
- Storena irrorata Thorell, 1887
- Storena juvenca Workman, 1896
- Storena kraepelini Simon, 1905
- Storena lebruni Simon, 1886
- Storena lentiginosa Simon, 1905
- Storena lesserti Berland, 1938
- Storena longiducta Jocqué & Baehr, 1992
- Storena maculata O. P.-Cambridge, 1869
- Storena mainae Jocqué & Baehr, 1995
- Storena martensi Ono, 1983
- Storena martini Jocqué & Baehr, 1992
- Storena mathematica Jocqué & Baehr, 1992
- Storena melanognatha Hasselt, 1882
- Storena metallica Jocqué & Baehr, 1992
- Storena multiguttata Simon, 1893
- Storena nana Jocqué & Baehr, 1992
- Storena nepalensis Ono, 1983
- Storena nilgherina Simon, 1906
- Storena nuga Jocqué & Baehr, 1992
- Storena obnubila Simon, 1901
- Storena ornata (Bradley, 1877)
- Storena parvicavum Jocqué & Baehr, 1992
- Storena parvula Berland, 1938
- Storena paucipunctata Jocqué & Baehr, 1992
- Storena procedens Jocqué & Baehr, 1992
- Storena quinquestrigata Simon, 1905
- Storena rainbowi Berland, 1924
- Storena rastellata Strand, 1913
- Storena raveni Jocqué & Baehr, 1992
- Storena recta Jocqué & Baehr, 1992
- Storena recurvata Jocqué & Baehr, 1992
- Storena redimita Simon, 1905
- Storena rotunda Jocqué & Baehr, 1992
- Storena rufescens Thorell, 1881
- Storena rugosa Simon, 1889
- Storena sciophana Simon, 1901
- Storena scita Jocqué & Baehr, 1992
- Storena semiflava Simon, 1893
- Storena silvicola Berland, 1924
- Storena sinuosa Jocqué & Baehr, 1992
- Storena sobria Thorell, 1890
- Storena tenera (Thorell, 1895)
- Storena tikaderi Patel & Reddy, 1989
- Storena tricolor Simon, 1908
- Storena uncinata Ono, 1983
- Storena variegata O. P.-Cambridge, 1869
- Storena vicaria Kulczyński, 1911